# اسماعیل حمدانی
اسماعیل حمدانی (انگلیسی: Smail Hamdani؛ زادهٔ ۱۱ مارس ۱۹۳۰ – درگذشتهٔ ۷ فوریه ۲۰۱۷) یک سیاست‌مدار اهل الجزایر بود.